# Amalarius
Amalarius von Metz oder Amalarius Fortunatus (auch Amalar, Amalar von Trier, Amalheri, Amelarius, Amalerius, Amalharius oder Hamelarius), * um 775 im Umkreis von Metz; † um 850 (nach anderen Quellen 841) wahrscheinlich in Metz, war ein Liturgiker und von 809/10 bis 814/16 Erzbischof von Trier.

## Kirchengeschichtliche Zeitumstände
Ludwig der Fromme führte in den Anfangsjahren seiner Herrschaft eine Reform der Kirche durch. Diese geriet jedoch durch die Fränkische Reichsteilung bald ins Stocken. Amalarius galt als ein Parteigänger Ludwigs. Obwohl seine Schriften teilweise verboten wurden, gilt er als ein Wegbereiter der einheitlichen Liturgie nach Römischen Ritus.

## Leben
Amalarius Fortunatus war von 796–804 ein Schüler Alkuins. Um 809/10 wurde er Erzbischof von Trier. Sein Nachfolger Erzbischof Hetti war spätestens 816 im Amt.
813 reiste Amalarius im Auftrag Karls des Großen nach Konstantinopel und besuchte den Kaiser Michaelis I.
831 reiste er nach Rom, um von Papst Gregor IV. ein römisches Antiphonar zu bekommen. Aus diesen Texten stellte er eine neue Liturgie für das Fränkische Reich zusammen.
835 wurde er nach der Synode von Diedenhofen für den abgesetzten Erzbischof von Lyon, Agobard, eingesetzt. In Lyon setzte Amalarius liturgische Reformen durch. Drei Jahre später wurde er wegen dieser Veränderungen von dem Diakon Florus von Lyon der Ketzerei angeklagt. Auf der Synode von Quierzy wurden einige seiner Texte als Irrlehre verurteilt und Amalarius als Bischofsvertreter abgesetzt. Agobard hatte sich in der Zwischenzeit mit dem Kaiser ausgesöhnt und erhielt seinen Bischofsstuhl zurück.
Über sein späteres Leben ist nichts Sicheres bekannt. Er ging vermutlich zurück nach Metz und könnte dort als Hilfsbischof für Bischof Drogo von Metz tätig gewesen sein. Benediktinische Martyrologien aus jüngerer Zeit rechnen Amalarius irrtümlich zu den Mönchen von Luxeuil und deuten seine in den Regierungszeiten von Leo III. und Gregor IV. bezeugten Romaufenthalte fälschlich in dem Sinne aus, er sei unter Papst Sergius II. zum Kardinalpriester ernannt worden.
In einigen Martyrologien wird er als Seliger bezeichnet. Sein Gedenktag ist der 10. Juni.

## Werke
- Liber officialis oder De ecclesiasticis officiis, verf. 820[4]
- Liber de ordine antiphonarii, etwa 832